# Передатне число

Зубчаста передача має колесо із 28-ма зубами і шестерню з 10-ма зубами, що дає передатне число u=2,8

Переда́тне (передава́льне) число́ ({\displaystyle u\,\!}) знаходиться як відношення числа зубів колеса ({\displaystyle z_{2}\,\!}) (веденого) до числа зубів шестерні ({\displaystyle z_{1}\,\!}) (ведучої) в зубчастої передачі, числа зубів черв'ячного колеса до числа заходів черв'яка в червячної передачі, числа зубів великої зірочки до числа зубів малої в ланцюгової передачі, а також діаметра великого шківа чи барабана до діаметра меншого в пасової або фрикційної передачі.
Передатне число використовується при кінематичних розрахунках та розрахунках геометричних параметрів зубчастих передач.